# Neubukow
Neubukow je město v německé spolkové zemi Meklenbursko-Přední Pomořansko. Leží 20 km od Wismaru a 10 km od mořského pobřeží. Žijí v něm přibližně 4 000 obyvatel.
První písemná zpráva pochází z roku 1260. Název města je odvozen od slova buk a dokládá původní slovanské osídlení. Buk je vyobrazen i v městském znaku.
V Neubukowě se narodil archeolog Heinrich Schliemann. Památkami jsou románsko-gotický kostel, větrný mlýn a židovský hřbitov.

## Partnerská města
- Steinfurt, Severní Porýní-Vestfálsko
- Reinfeld, Šlesvicko-Holštýnsko